# Marisa Coughlan
Marisa Christine Coughlan (Minneapolis, 17 marzo 1974) è un'attrice statunitense.

## Biografia
Nata e cresciuta in Minnesota, ha vissuto sia a Minneapolis che a St. Paul poiché il padre viveva in una città e la madre in un'altra. Ha frequentato la Southern California University dove si è laureata in Teatro e Francese. Ha trascorso il suo anno da matricola a Parigi, parla correntemente il francese oltre ad altre tre lingue. Pratica tiro con l'arco come hobby. È sposata con Stephen Wallack, un amico sin dall'adolescenza, con il quale ha avuto quattro figli. La coppia ha vissuto a Studio City, in California, sino al 2015 per poi trasferirsi ad Deephaven, Minnesota.

## Filmografia

### Cinema
- Il ritorno di Kenshiro (Fist of the North Star), regia di Tony Randel (1995)
- Killing Mrs. Tingle (Teaching Mrs. Tingle), regia di Kevin Williamson (1999)
- Gossip, regia di Davis Guggenheim (2000)
- Super Troopers, regia di Jay Chandrasekhar (2001)
- Freddy Got Fingered, regia di Tom Green (2001)
- Pumpkin, regia di Anthony Abrams e Adam Larson Broder (2002)
- New Suit, regia di François Velle (2002)
- Dr. Benny, regia di Nolan Lebovitz (2003)
- Dry Cycle, regia di Isaac H. Eaton (2003)
- I Love Your Work, regia di Adam Goldberg (2003)
- Farewell Bender, regia di Matt Oates (2005)
- Ti presento Bill (Meet Bill), regia di Bernie Goldmann e Melisa Wallack (2007)
- Already Dead, regia di Joe Otting (2007)
- The Dissection of Thanksgiving, regia di Rafael Monserrate (2008)
- Space Station 76, regia di Jack Plotnick (2014)
- Super Troopers 2, regia di Jay Chandrasekhar (2018)[1]
- Infamous - Belli e dannati (Infamous) regia di Joshua Caldwell (2020)

### Televisione
- Una bionda per papà (Step by Step) – serie TV, episodio 5x09 (1995)
- The Guilt – serie TV, 4 episodi (1996)
- Gli uomini della mia vita (Our Son, the Matchmaker) – film TV (1996)
- Delitto senza movente (The Sleepwalker Killing) – film TV (1997)
- Un detective in corsia (Diagnosis: Murder) – serie TV, episodio 5x02 (1997)
- I magnifici sette (The Magnificent Seven) – serie TV, episodio 1x02 (1998)
- Wasteland – serie TV, 13 episodi (1999)
- Criminology 101 – film TV (2003)
- The Twilight Zone – serie TV, episodio 1x28 (2003)
- Kat Plus One – film TV (2004)
- Masters of Horror – serie TV, episodio 2x01 (2006)
- Boston Legal – serie TV, 12 episodi (2005-2006)
- Separated at Worth – film TV (2006)
- Side Order of Life – serie TV, 13 episodi (2007)
- Medium – serie TV, episodio 5x01 (2009)
- Bones – serie TV, episodi 4x13-4x14-4x15 (2009)
- Cose da uomini (Man Up!) – serie TV, episodio 1x08 (2011)
- Legacies – serie TV, episodio 2x05 (2019)

## Doppiatori italiani
- Barbara De Bortoli in Super Troopers, Super Troopers 2

## Riconoscimenti
Nel 2001 ha vinto il Movieline Young Hollywood Award nella categoria "One to Watch".
Nel 2002 la rivista Stuff l'ha posizionata al 34º posto tra le 102 donne più sexy del mondo.